# Canal 3 (Tailandia)
Canal 3 HD (en tailandés: ช่อง 3 เอสดี, anteriormente conocido como สถานีวิทยุโทรทัศน์ไทยทีวีสีช่อง 3) es una estación de radiodifusión por satélite privada en Klong Toei, Bangkok (Tailandia). Propiedad de Bangkok Entertainment, e MCOT. Fue fundada el 26 de marzo de 1970.

## Canal
- Television: CH3HD (33)